# Arterner Solgraben
Das Naturschutzgebiet Arterner Solgraben liegt im Kyffhäuserkreis in Thüringen in Artern im nordwestlichen Bereich des Ortes am namensgebenden Sol(e)graben. Westlich des Gebietes verläuft die A 71 und östlich die B 86, südlich fließt die Unstrut.

## Bedeutung
Das 1,3 ha große Gebiet mit der NSG-Nr. 84 wurde im Jahr 1935 unter Naturschutz gestellt. Es ist das kleinste Naturschutzgebiet im Kyffhäuserkreis und in Thüringen und schützt einen Abschnitt des Solgrabens.